# Engenharia em Mega Escala
Engenharia em megaescala (ou macroengenharia) é uma forma de engenharia exploratória preocupada com a construção de estruturas em uma escala enorme. Normalmente, essas estruturas têm pelo menos 1.000 km (620 mi) de comprimento — em outras palavras, pelo menos um megametro, daí o nome. Essas estruturas em grande escala são denominadas megaestruturas.
Além de estruturas de grande escala, a engenharia em megaescala também é definida como incluindo a transformação de planetas inteiros em um ambiente habitável por humanos, um processo conhecido como terraformação ou engenharia planetária. Isso também pode incluir a transformação das condições da superfície, mudanças na órbita planetária e estruturas em órbita destinadas a modificar o balanço de energia.
A astroengenharia é a extensão da engenharia em megaescala para megaestruturas em escala estelar ou maior, como esferas de Dyson, mundos em anéis e discos de Alderson.
Vários conceitos de estrutura em megaescala, como esferas de Dyson, enxames de Dyson e cérebros de Matrioska provavelmente seriam construídos sobre satélites de energia solar baseados no espaço. Outros conceitos de engenharia planetária ou transporte interestelar provavelmente exigiriam satélites de energia solar baseados no espaço e a infraestrutura de logística espacial que os acompanha para sua energia ou construção.
A engenharia em megaescala frequentemente desempenha um papel importante no enredo de filmes e livros de ficção científica. O ambiente de microgravidade do espaço sideral fornece vários benefícios potenciais para a engenharia dessas estruturas. Isso inclui minimizar as cargas na estrutura, a disponibilidade de grandes quantidades de matérias-primas na forma de asteroides e um amplo suprimento de energia do Sol. As capacidades para empregar essas vantagens ainda não estão disponíveis, no entanto, então elas fornecem material para temas de ficção científica.
Várias megaestruturas foram projetadas no papel como engenharia exploratória. No entanto, a lista de megaestruturas existentes e planejadas é complicada pela ambiguidade na classificação do que exatamente constitui uma megaestrutura. Por definição estrita, nenhuma megaestrutura existe atualmente (com o elevador espacial sendo o único projeto desse tipo sob consideração séria). Por definições mais brandas, a Grande Muralha da China (6,7 Mm ou 4.200 mi) conta como uma megaestrutura.
Uma lista mais completa de megaestruturas conceituais e existentes, juntamente com uma discussão sobre os critérios de megaestrutura, pode ser encontrada em megaestrutura.
De todas as megaestruturas propostas, apenas o elevador orbital, o loop de lançamento de Lofstrom e os conceitos de elevador espacial marciano ou lunar poderiam ser construídos usando técnicas de engenharia convencionais e estão dentro do alcance da ciência dos materiais atual. Os nanotubos de carbono podem ter a resistência à tração necessária para o elevador espacial baseado na Terra, tecnologicamente mais desafiador, mas a criação de nanotubos do comprimento necessário é um exercício de laboratório, e a tecnologia adequada em escala de cabo ainda não foi demonstrada.
A montagem de estruturas mais massivas do que um elevador espacial provavelmente envolveria uma combinação de novas técnicas de engenharia, novos materiais e novas tecnologias. Tais projetos de construção massivos podem exigir o uso de máquinas autorreplicantes para fornecer uma "equipe de construção" adequadamente grande. O uso da nanotecnologia pode fornecer tanto os montadores autorreplicantes quanto os materiais especializados necessários para tal projeto. A nanotecnologia é, no entanto, outra área de engenharia exploratória especulativa neste momento.